# 사야다촌
사야다촌(佐谷田村)은 사이타마현의 북부, 오사토군에 속했던 촌이다.

## 지리
- 현재의 구마가야시의 북부에 해당한다.

## 역사
- 1889년 4월 1일 - 정촌제 시행에 의해 오사토군 사야다촌이 성립하였다.
- 1941년 1월 1일 - 구마가야시에 편입되었다.